# Championnat d'Équateur de football 2002
Navigation
Saison précédente Saison suivante
La saison 2002 du Championnat d'Équateur de football est la quarante-quatrième édition du championnat de première division en Équateur.
Dix équipes prennent part à la Série A, la première division. Le championnat est scindé en deux tournois, Ouverture et Clôture, qui détermine les qualifications pour la poule pour le titre (l'Hexagonal). Les deux tournois sont disputés sous la forme d'une poule unique, avec les trois premiers qualifiés pour l'Hexagonal. La relégation est déterminée par le classement cumulé des deux tournois.
C'est le Club Sport Emelec, tenant du titre, qui est de nouveau sacré après avoir terminé en tête de l'Hexagonal, avec un seul point d'avance sur le Barcelona Sporting Club et deux sur El Nacional. C'est le 10e titre de champion d'Équateur de l'histoire du club.
À partir de cette saison, une nouvelle compétition est mise en place par la CONMEBOL, la Copa Sudamericana, créée pour pallier la disparition de la Copa CONMEBOL en 2000. L'Équateur dispose de deux places qualificatives pour cette coupe qui se joue en deuxième partie de saison; les équipes qualifiées sont donc les deux premiers du tournoi Ouverture. 

## Les clubs participants
| - Sociedad Deportiva Aucas - Barcelona Sporting Club - Deportivo Quito - Club Sport Emelec - Club Deportivo El Nacional | - Club Social y Deportivo Macara - LDU Quito - Promu de Série B - Deportivo Cuenca - Promu de Série B - Centro Deportivo Olmedo - Club Deportivo Espoli |

## Compétition
Le barème de points utilisé pour déterminer les différents classements est le suivant :
- Victoire : 3 points
- Match nul : 1 point
- Défaite : 0 point

### Tournoi Ouverture

#### Classement
| Rang | Équipe                         | Pts | J  | G  | N | P | Bp | Bc | Diff |
| ---- | ------------------------------ | --- | -- | -- | - | - | -- | -- | ---- |
| 1    | Barcelona Sporting Club        | 34  | 18 | 10 | 4 | 4 | 22 | 13 | +9   |
| 2    | Sociedad Deportiva Aucas       | 32  | 18 | 10 | 2 | 6 | 25 | 27 | -2   |
| 3    | Club Sport Emelec T            | 26  | 18 | 8  | 2 | 8 | 31 | 20 | +11  |
| 4    | Deportivo Quito                | 25  | 18 | 7  | 4 | 7 | 25 | 28 | -3   |
| 5    | Club Deportivo El Nacional     | 23  | 18 | 6  | 5 | 7 | 23 | 15 | +8   |
| 6    | LDU Quito P                    | 23  | 18 | 5  | 8 | 5 | 24 | 23 | +1   |
| 7    | Deportivo Cuenca P             | 23  | 18 | 6  | 5 | 7 | 21 | 28 | -7   |
| 8    | Club Social y Deportivo Macará | 21  | 18 | 4  | 9 | 5 | 20 | 22 | -2   |
| 9    | Club Deportivo Espoli          | 21  | 18 | 6  | 3 | 9 | 19 | 29 | -10  |
| 10   | Centro Deportivo Olmedo        | 17  | 18 | 3  | 8 | 7 | 20 | 25 | -5   |

|  | Qualification pour la Copa Sudamericana 2002 et pour l'Hexagonal |
|  | Qualification pour l'Hexagonal                                   |
|  | T : Tenant du titre P : Promu de Série B                         |

- Les trois premiers reçoivent un bonus respectif de 3,2 et 1 point au démarrage de l'Hexagonal.

### Tournoi Clôture

#### Classement
| Rang | Équipe                         | Pts | J  | G  | N | P  | Bp | Bc | Diff |
| ---- | ------------------------------ | --- | -- | -- | - | -- | -- | -- | ---- |
| 1    | Deportivo Quito                | 37  | 18 | 10 | 7 | 1  | 34 | 21 | +13  |
| 2    | Club Deportivo El Nacional     | 34  | 18 | 9  | 7 | 2  | 29 | 14 | +15  |
| 3    | LDU Quito P                    | 31  | 18 | 9  | 4 | 5  | 30 | 19 | +11  |
| 4    | Deportivo Cuenca P             | 31  | 18 | 9  | 4 | 5  | 27 | 21 | +6   |
| 5    | Club Sport Emelec T            | 22  | 18 | 6  | 4 | 8  | 27 | 30 | -3   |
| 6    | Barcelona Sporting Club        | 20  | 18 | 5  | 5 | 8  | 23 | 26 | -3   |
| 7    | Club Deportivo Espoli          | 18  | 18 | 4  | 6 | 8  | 27 | 35 | -8   |
| 8    | Centro Deportivo Olmedo        | 18  | 18 | 3  | 9 | 6  | 18 | 27 | -9   |
| 9    | Sociedad Deportiva Aucas       | 17  | 18 | 3  | 8 | 7  | 26 | 35 | -9   |
| 10   | Club Social y Deportivo Macará | 12  | 18 | 2  | 6 | 10 | 17 | 30 | -13  |

|  | Qualification pour l'Hexagonal           |
|  | T : Tenant du titre P : Promu de Série B |

- Les trois premiers reçoivent un bonus respectif de 3,2 et 1 point au démarrage de l'Hexagonal. Cependant, Sociedad Deportiva Aucas perd son bonus du tournoi Ouverture, pour avoir terminé 9e du tournoi Cloture.

### Classement cumulé
Un classement cumulé des résultats obtenus lors des deux tournois permet de déterminer les deux équipes reléguées à l'issue de la saison.
| Rang | Équipe                         | Pts | J  | G  | N  | P  | Bp | Bc | Diff |
| ---- | ------------------------------ | --- | -- | -- | -- | -- | -- | -- | ---- |
| 1    | Deportivo Quito                | 62  | 36 | 17 | 11 | 8  | 59 | 49 | +10  |
| 2    | Club Deportivo El Nacional     | 57  | 36 | 15 | 12 | 9  | 52 | 29 | +23  |
| 3    | LDU Quito P                    | 54  | 36 | 14 | 12 | 10 | 54 | 42 | +12  |
| 4    | Barcelona Sporting Club        | 54  | 36 | 15 | 9  | 12 | 45 | 39 | +6   |
| 5    | Deportivo Cuenca P             | 54  | 36 | 15 | 9  | 12 | 48 | 49 | -1   |
| 6    | Sociedad Deportiva Aucas       | 49  | 36 | 13 | 10 | 13 | 51 | 62 | -11  |
| 7    | Club Sport Emelec T            | 48  | 36 | 14 | 6  | 16 | 58 | 50 | +8   |
| 8    | Club Deportivo Espoli          | 39  | 36 | 10 | 9  | 17 | 46 | 64 | -18  |
| 9    | Centro Deportivo Olmedo        | 35  | 36 | 6  | 17 | 13 | 38 | 52 | -14  |
| 10   | Club Social y Deportivo Macará | 33  | 36 | 6  | 15 | 15 | 37 | 52 | -15  |

|  | Qualification assurée pour l'Hexagonal   |
|  | Relégation directe en Série B            |
|  | T : Tenant du titre P : Promu de Série B |

### Phase finale

#### Hexagonal
| Rang | Équipe                     | Pts | J  | G | N | P | Bp | Bc | Diff |
| ---- | -------------------------- | --- | -- | - | - | - | -- | -- | ---- |
| 1    | Club Sport Emelec T        | 20  | 10 | 6 | 1 | 3 | 15 | 14 | +1   |
| 2    | Barcelona Sporting Club    | 19  | 10 | 4 | 4 | 2 | 14 | 10 | +4   |
| 3    | Club Deportivo El Nacional | 18  | 10 | 5 | 1 | 4 | 12 | 12 | 0    |
| 4    | LDU Quito P                | 15  | 10 | 4 | 2 | 4 | 11 | 12 | -1   |
| 5    | Deportivo Quito            | 14  | 10 | 3 | 2 | 5 | 15 | 14 | +1   |
| 6    | Sociedad Deportiva Aucas   | 8   | 10 | 2 | 2 | 6 | 13 | 18 | -5   |

|  | Qualification pour la Copa Libertadores 2003 |
|  | T : Tenant du titre P : Promu de Série B     |

## Bilan de la saison
| Championnat d'Équateur de football 2002 |                                |
| Champion                                | Club Sport Emelec (10e titre)  |
| Qualifications continentales            |                                |
| Copa Libertadores 2003                  | Club Sport Emelec              |
| Copa Libertadores 2003                  | Barcelona Sporting Club        |
| Copa Libertadores 2003                  | Club Deportivo El Nacional     |
| Copa Sudamericana 2002                  | Barcelona Sporting Club        |
| Copa Sudamericana 2002                  | Sociedad Deportiva Aucas       |
| Promotions et relégations               |                                |
| Promus en Série A                       | CDT Universitario              |
| Promus en Série A                       | Manta FC                       |
| Relégués en Série B                     | Club Social y Deportivo Macara |
| Relégués en Série B                     | Centro Deportivo Olmedo        |